# Alérion

Wappen Lothringens

Alérion, im deutschen Sprachgebrauch auch bekannt als gestümmelter Adler, zeigt einen Adler ohne Schnabel und Fänge mit seitlich ausgebreiteten Flügeln. Die Schnäbel fallen aber erst seit dem 16. Jahrhundert fort.
Diese Form der Darstellung fand ab dem 14. Jahrhundert häufig in der französischen Heraldik Verwendung als Schildfigur. Als Siegeszeichen eines Edelmannes über einen Feind war sie gewöhnlich einem Heroldsbild aufgelegt und ist als Wappentier eine gemeine Figur.
Als Wappen Lothringens erscheint sie seit dem 13. Jahrhundert häufig zu dritt auf rotem Schrägbalken.

## Galerie

Frankreich
Département Meurthe-et-Moselle
Département Vosges
Abaucourt, Département Meurthe-et-Moselle
Blies-Guersviller, Département Moselle
Burthecourt-aux-Chênes, Département Meurthe-et-Moselle
Champigneulles, Département Meurthe-et-Moselle
Corcieux, Département Vosges
Frouard, Département Meurthe-et-Moselle
Mont-Saint-Martin, Département Meurthe-et-Moselle
Saint-Max, Département Meurthe-et-Moselle
Saint-Nicolas-de-Port, Département Meurthe-et-Moselle
Saint-Rémy-aux-Bois, Département Meurthe-et-Moselle
Vandœuvre-lès-Nancy, Département Meurthe-et-Moselle
Villers-lès-Nancy, Département Meurthe-et-Moselle

Saarland
Saarland
Landkreis Merzig-Wadern
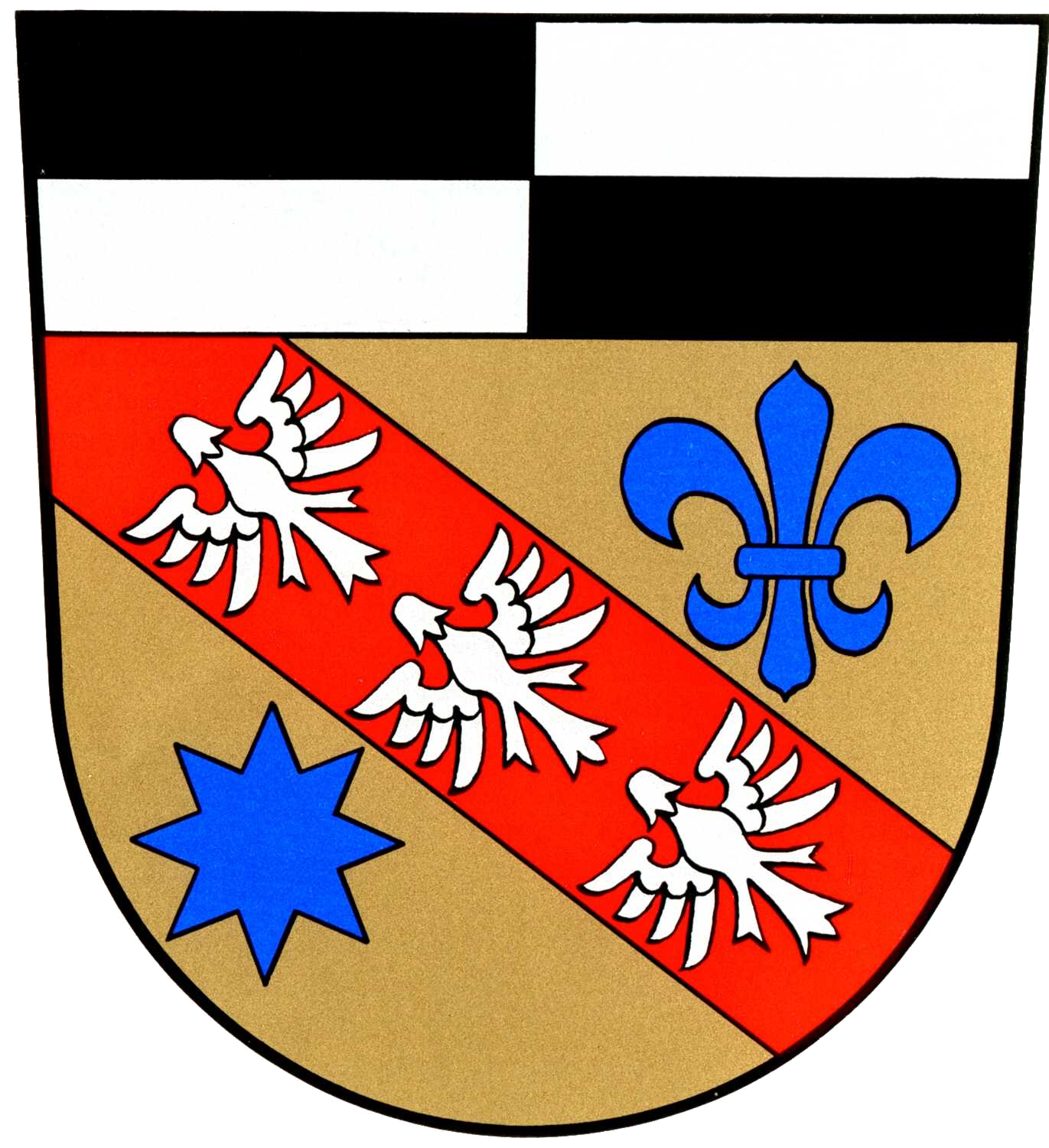
Landkreis Saarlouis
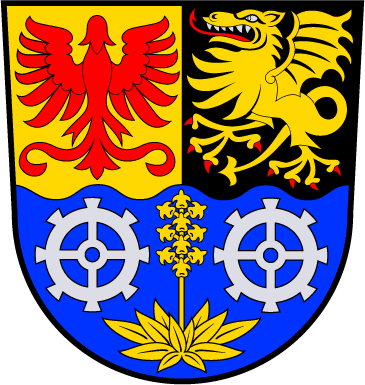
Eimersdorf
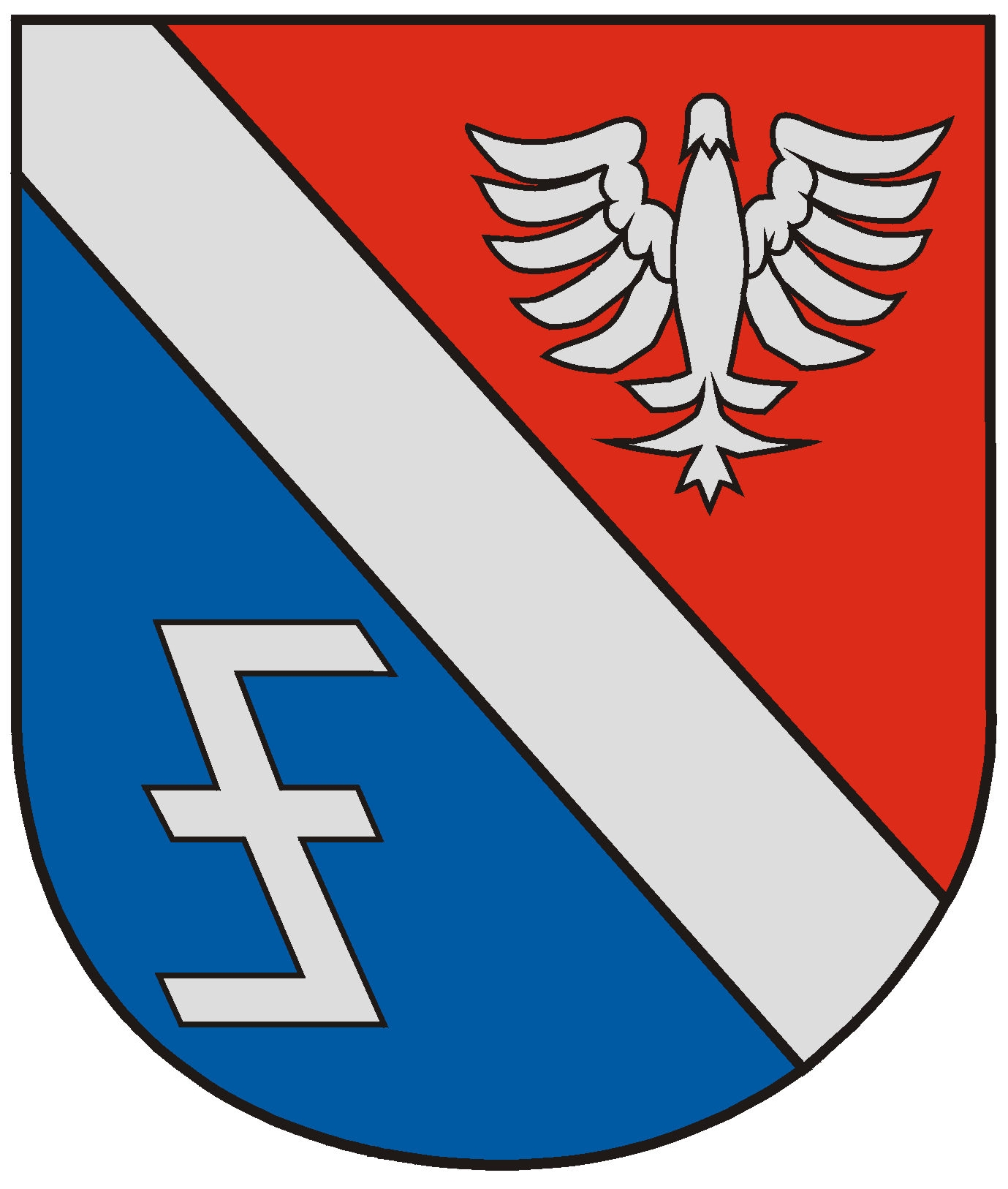
Eppelborn
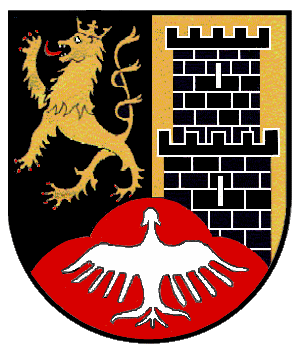
Felsberg
Freisen
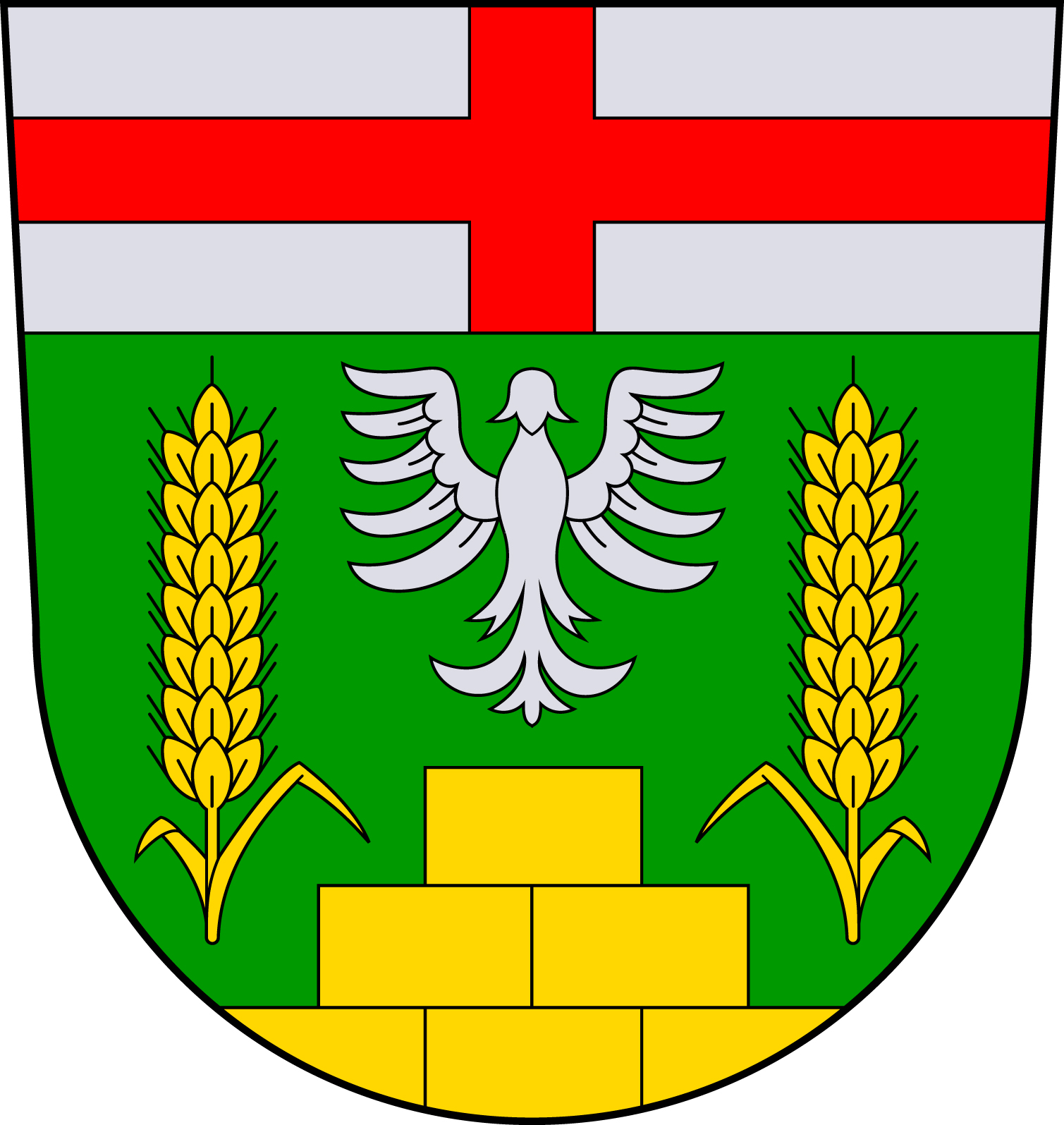
Gerlfangen
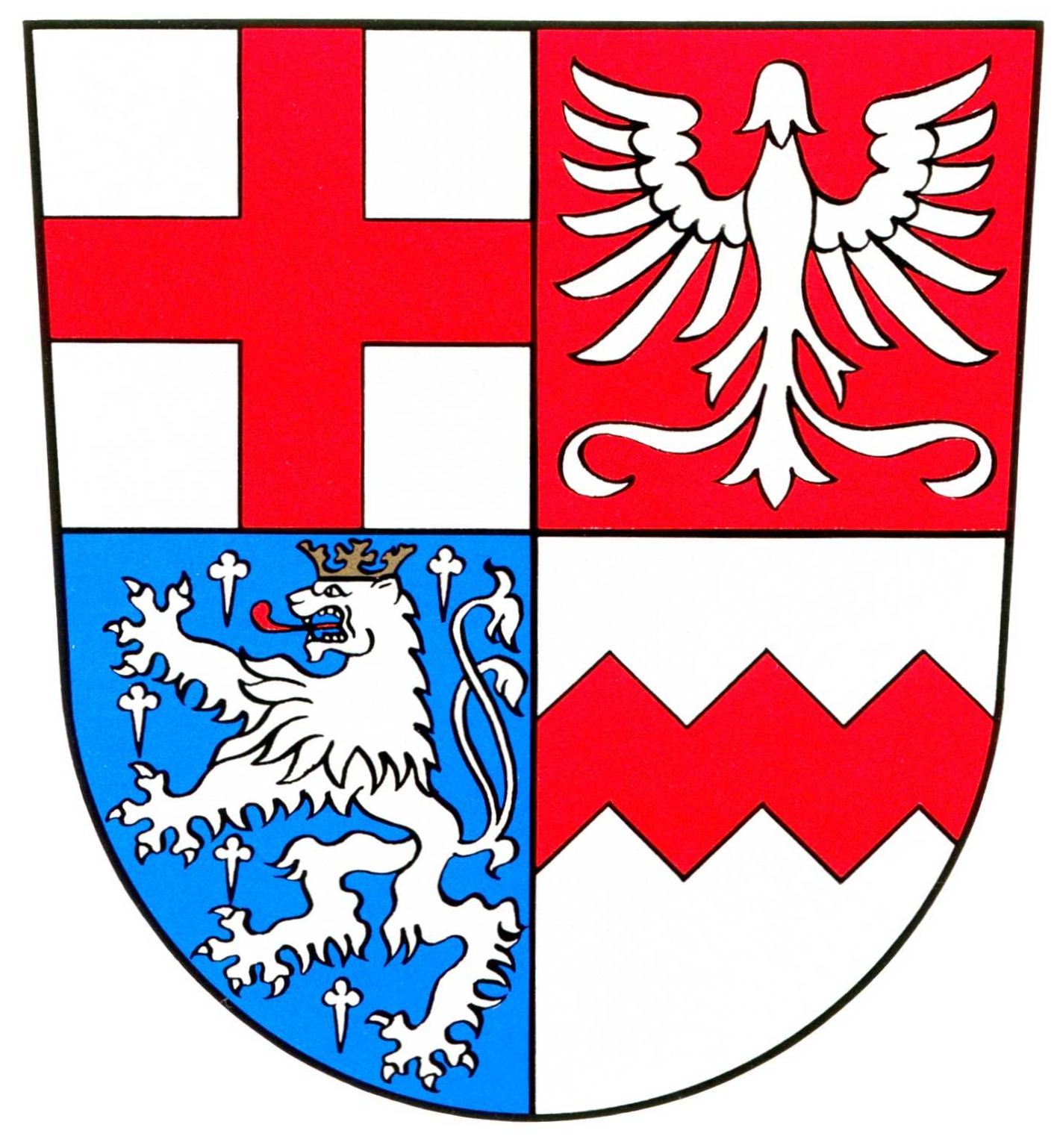
Illingen
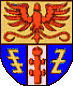
Kleinblittersdorf
Marpingen
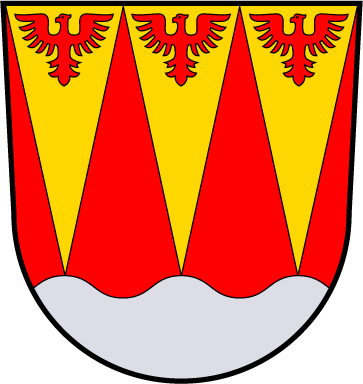
Niedaltdorf
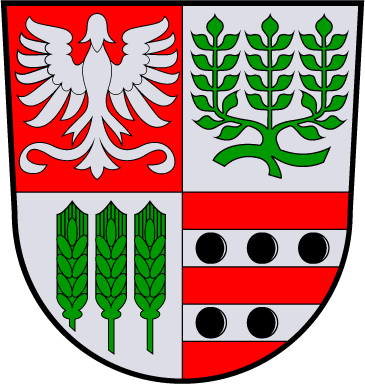
Oberesch
Oberthal
Rehlingen-Siersburg
Überherrn
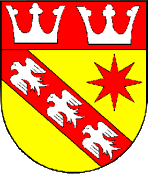
Überherrn-Altforweiler
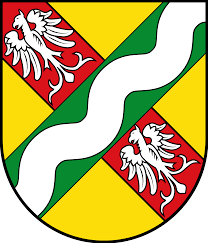
Wiesbach (Saar)

Baden-Württemberg
Landkreis Heilbronn

Rheinland-Pfalz
Eckelsheim

Haus Habsburg-Lothringen
Haus Habsburg-Lothringen